# 高塚車站
高塚車站（日语：／ Takatsuka eki */?）是一由東海旅客鐵道（JR東海）所經營的鐵路車站，位於日本靜岡縣濱松市中央區高塚町。高塚車站是JR東海所屬的東海道本線沿線車站，是個由JR東海直接派駐站員管理的直營車站，設有綠窗口（みどりの窓口）。
高塚在1911年時，原本只是一個信號所，1922年升格信號場，1929年升格為車站。當時車站所在地的行政區劃為濱名郡可美村，1991年時可美村編入濱松市，在此之前，高塚車站是東海道本線最後一個設址於村級行政單位的車站。後來的高塚，則是濱松市南區的範圍內，唯一的一個車站。

## 車站結構
側式月台1面1線與島式月台1面2線，合計2面3線的地面車站。

### 月台配置
| 月台 | 路線         | 方向         | 目的地           |
| ---- | ------------ | ------------ | ---------------- |
| 1    | 東海道本線   | 下行         | 豐橋、名古屋方向 |
| 2    | 東海道本線   | 上行         | 濱松、靜岡方向   |
| 3    | （預留月台） | （預留月台） | （預留月台）     |

## 使用情況
根據「靜岡縣統計年鑑」，近年1日平均上車人次如下表。
| 年度   | 1日平均 上車人次 |
| ------ | ---------------- |
| 1993年 | 2,428            |
| 1994年 | 2,204            |
| 1995年 | 2,235            |
| 1996年 | 2,264            |
| 1997年 | 2,232            |
| 1998年 | 2,184            |
| 1999年 | 2,183            |
| 2000年 | 2,177            |
| 2001年 | 2,191            |
| 2002年 | 2,246            |
| 2003年 | 2,330            |
| 2004年 | 2,389            |
| 2005年 | 2,332            |
| 2006年 | 2,382            |
| 2007年 | 2,496            |
| 2008年 | 2,499            |
| 2009年 | 2,358            |
| 2010年 | 2,368            |
| 2011年 | 2,430            |
| 2012年 | 2,470            |
| 2013年 | 2,563            |
| 2014年 | 2,533            |
| 2015年 | 2,705            |
| 2016年 | 2,804            |
| 2017年 | 2,820            |
| 2018年 | 2,883            |

## 相鄰車站
東海旅客鐵道（JR東海）
 東海道本線
■特別快速、■新快速、■區間快速、■普通
濱松（CA34）－高塚（CA35）－舞阪（CA36）
※包括貨物站的相鄰車站
（貨）西濱松－高塚（CA35）－舞阪（CA36）

### 來源
1. ↑  “新生JR高塚駅お披露目、3月1日供用開始 浜松・南区”. 静岡新聞 (静岡新聞社) (2015年2月21日)
2. ↑  沢田均(2015年2月24日). “JR高塚駅:橋上化工事完成し式典 南北自由通路も”. 毎日新聞 (毎日新聞社)
3. ↑  古田哲也(2015年1月27日). “JR高塚駅に南北通路 3月1日利用開始”. 中日新聞 (中日新聞社)
4. ↑   (PDF). 静岡県統計年鑑2014(平成26年).   [2016-06-17]. （原始内容存档 (PDF)于2019-07-02）.
5. 1 2  駅構内の案内表記。これらはJR東海公式サイトの各駅の時刻表 （页面存档备份，存于）で参照可能（駅掲示用時刻表のPDFが使われているため。2015年1月現在）。

## 外部連結
- 高塚 - 東海旅客鐵道